# Любов для початківців
«Любов для початківців» (тур. Aşk 101) — оригінальний турецький інтернет-серіал 2020-2021 рр. від Netflix у жанрі молодіжної комедії, драми, створений компанією Ay Yapım. В головних ролях — Мерт Язиджиоглу, Кубілай Ака, Аліна Боз, Селахаттін Пашалі, Іпек Філіз Язиджи, Пінар Деніз, Каан Урганджиоглу, Едже Юксель.
Перший сезон вийшов 24 квітня 2020 року.
Серіал має 2 сезони. Завершився 16-м епізодом, який вийшов у ефір 30 вересня 2021 року.
Режисер серіалу — Ахмет Катіксіз, Деніз Йорулмазер, Гьоненч Уяник, Умут Арал.
Сценарист серіалу — Меріч Аджемі.

## Сюжет
Намагаючись змусити свою вчительку закохатися в тренера по баскетболу, четверо шибайголів і відмінниця знаходять дружбу, кохання й сміливість бути собою.

## Актори та ролі
| Актор             | Роль             |
| ----------------- | ---------------- |
| Мерт Язиджиоглу   | Сінан            |
| Кубілай Ака       | Керем            |
| Аліна Боз         | Еда              |
| Селахаттін Пашалі | Осман            |
| Іпек Філіз Язиджи | Ішик             |
| Пінар Деніз       | Бурджу           |
| Каан Урганджиоглу | Кемаль           |
| Едже Юксель       | Еліф             |
| Мюфіт Каяджан     | Неджет           |
| Фатіх Ал          | Йилдирай         |
| Баде Ішчіл        | Ішик (доросла)   |
| Туба Унсал        | Еда (доросла)    |
| Мерт Фірат        | Керем (дорослий) |
| Фатіх Артман      | Осман (дорослий) |
| Ураз Кайгілароглу | Сінан (дорослий) |
| Огедай Гірішкен   | Намік            |
| Алі Іл            | Тунджай          |
| Мерве Аккая       | Біллур           |

## Сезони
| Сезон | Епізоди | Епізоди | Оригінальний показ | Оригінальний показ | Оригінальний показ |
| Сезон | Епізоди | Епізоди | Перший показ       | Останній показ     | Мережа             |
| ----- | ------- | ------- | ------------------ | ------------------ | ------------------ |
| 1     | 8       | 8       | 24 квітня 2020     | 24 квітня 2020     | Netflix            |
| 2     | 8       | 8       | 30 вересня 2021    | 30 вересня 2021    | Netflix            |

## Список серій

### Сезон 1 (2020)
| № | # | Назва                            | Режисер          | Сценарист    | Перший ефір у США |
| --- | - | -------------------------------- | ---------------- | ------------ | ----------------- |
| 1 | 1 | «Перша мить» «İlk An»            | Ахмет Катіксіз   | Меріч Аджемі | 24 квітня 2020    |
| Наробивши лиха в школі, Еда, Осман, Сінан і Керем розуміють, що співчутлива вчителька Бурджу — їх єдина надія уникнути відрахування.                                    |   |                                  |                  |              |                   |
| 2 | 2 | «Захоплення» «Hayranlık»         | Ахмет Катіксіз   | Меріч Аджемі | 24 квітня 2020    |
| З допомогою Ішик друзі влаштовують побачення для пані Бурджу й пана Кемаля на рок-концерті. Після цього Кемаль пропонує Бурджу підвезти її додому.                      |   |                                  |                  |              |                   |
| 3 | 3 | «Пристрасть» «Tutku»             | Ахмет Катіксіз   | Меріч Аджемі | 24 квітня 2020    |
| Між Бурджу й Кемалем промайнула іскра, Еда тримає Керема на відстані, а Сінан не хоче відкривати душу Ішик.                                                             |   |                                  |                  |              |                   |
| 4 | 4 | «Потяг» «Özlem»                  | Ахмет Катіксіз   | Меріч Аджемі | 24 квітня 2020    |
| Ішик переконує Еду боротися за свої мрії. Друзі влаштовують перевірку для Тунджая, й розуміють, що він не гідний пані Бурджу.                                           |   |                                  |                  |              |                   |
| 5 | 5 | «Прив’язаність» «Şefkat»         | Деніз Йорулмазер | Меріч Аджемі | 24 квітня 2020    |
| Осман утягує Тунджая у свою аферу, але це має несподівані наслідки. Ішик вигадує привід, щоб змусити Бурджу й Кемаля працювати разом.                                   |   |                                  |                  |              |                   |
| 6 | 6 | «Радість» «Eğlence»              | Деніз Йорулмазер | Меріч Аджемі | 24 квітня 2020    |
| Еда, Ішик і Бурджу зближуються за келихом вина й розмовами про кохання. Доросла Ішик згадує вечір, коли вони з друзями святкували її день народження на протоці Босфор. |   |                                  |                  |              |                   |
| 7 | 7 | «Несподіваний поворот» «Değişim» | Деніз Йорулмазер | Меріч Аджемі | 24 квітня 2020    |
| Тунджай повідомляє Бурджу неприємну новину. Випадок у шкільній лабораторії переповнює чашу терпіння директора Недждета, тож усій компанії загрожує виключення.          |   |                                  |                  |              |                   |
| 8 | 8 | «Особливий момент» «Özel Bir An» | Деніз Йорулмазер | Меріч Аджемі | 24 квітня 2020    |
| Учителі дають друзям останній шанс залишитися в школі, але їм доведеться принизитися й привселюдно вибачитися. Кемаль і Бурджу дізнаються про план звести їх разом.     |   |                                  |                  |              |                   |

### Сезон 2 (2021)
До групи приєднується новий учень, і ворожнеча з Недждетом загострюється. Зароджується нове кохання, тоді як старі романи піддаються перевірці на міцність.
| № | # | Назва                 | Режисер       | Сценарист    | Перший ефір у США |
| --- | - | --------------------- | ------------- | ------------ | ----------------- |
| 9 | 1 | «Епізод 1» «1. Bölüm» | Гьоненч Уяник | Меріч Аджемі | 30 вересня 2021   |
| Напруження між Бурджу й Кемалем наростає. Розлючена Ішик переходить до дій після того, як дізнається про секретну угоду Недждета з її друзями.                  |   |                       |               |              |                   |
| 10 | 2 | «Епізод 2» «2. Bölüm» | Гьоненч Уяник | Меріч Аджемі | 30 вересня 2021   |
| Група просить Еліф допомогти з їхнім планом зі звільнення Недждета та вмовити Рефіка вступити в боротьбу за посаду директора.                                   |   |                       |               |              |                   |
| 11 | 3 | «Епізод 3» «3. Bölüm» | Гьоненч Уяник | Меріч Аджемі | 30 вересня 2021   |
| Закохана Еліф у розпачі через непорозуміння з Османом. Керем закликає Еду продовжувати займатися мистецтвом. Кемаль бере Сінана під крило.                      |   |                       |               |              |                   |
| 12 | 4 | «Епізод 4» «4. Bölüm» | Гьоненч Уяник | Меріч Аджемі | 30 вересня 2021   |
| Ішик розлучається з групою й полишає останню надію, але Еліф умовляє її передумати. Керему важко дається його рішення.                                          |   |                       |               |              |                   |
| 13 | 5 | «Епізод 5» «5. Bölüm» | Умут Арал     | Меріч Аджемі | 30 вересня 2021   |
| Керем з’являється, коли батьки Еди влаштовують їй зустріч із нареченим. План Османа з безплатною їжею зчиняє хаос у школі. Між Еліф й Османом спалахують іскри. |   |                       |               |              |                   |
| 14 | 6 | «Епізод 6» «6. Bölüm» | Умут Арал     | Меріч Аджемі | 30 вересня 2021   |
| Керем й Еда заходять у глухий кут. Недждет потрапляє в пастку Османа. Протестуючи проти тиску з боку батьків, Еліф бере справу у свої руки.                     |   |                       |               |              |                   |
| 15 | 7 | «Епізод 7» «7. Bölüm» | Умут Арал     | Меріч Аджемі | 30 вересня 2021   |
| Учні готуються до іспитів. Еліф змінює обрану композицію на прослуховуванні. Недждет знаходить спосіб зняти із себе підозри й підставляє Їлдирая.               |   |                       |               |              |                   |
| 16 | 8 | «Епізод 8» «8. Bölüm» | Умут Арал     | Меріч Аджемі | 30 вересня 2021   |
| Для Недждета прийшов день розплати. Еліф вирушає до Відня, а Осман знаходить спосіб змусити Керема вчитися.                                                     |   |                       |               |              |                   |